# 아버지의 이메일
《아버지의 이메일》은 2014년에 개봉한 대한민국의 영화이다.

## 캐스팅
- 홍재희
- 홍주희
- 김경순
- 홍준용